# Dežo Ursiny
Dezider „Dežo“ Ursiny (4. října 1947 Bratislava – 2. května 1995 Bratislava) byl slovenský hudebník, kytarista, skladatel, zpěvák, textař, tvůrce filmové hudby, dramaturg, režisér, autor a scenárista.

## Hudební kariéra

### Začátky Beatmen a Soulmen
Narodil se 4. října 1947 v Bratislavě. Svoji první kytaru dostal jako jedenáctiletý a v době svého studia na elektrotechnické průmyslovce v letech 1963 a 1964 hrál ve skupinách Fontána a Jolana. Koncem roku 1964 se stal členem a lídrem skupiny The Beatmen, pro kterou začal tvořit skladby výrazně ovlivněné tvorbou skupiny The Beatles. V roce 1965 absolvoval několik koncertů v Praze (Divadlo Spejbla a Hurvínka, Divadlo Rokoko, Sjezdový palác a vystoupení v rámci premiéry filmu Eduarda Grečnera Nylonový mesiac). V tomto období skupina vydala dva singly: „Break It“/„Let's Make A Summer“ a „Safely Arrived“/„The Enchanted Lie“. Na jaře roku 1966 skupina The Beatmen vystoupila v Mnichově a byla v bratislavské sportovní hale předkapelou Manfreda Manna. V témže roce se kapela rozešla, její členové emigrovali do SRN a Ursiny spolu s Fedorem Frešem a Dušanem Hájkem založili v roce 1967 skupinu The Soulmen, jejíž tvorba byla ovlivněna hudbou skupiny Cream.
V tomto roce začal studovat na VŠMU filmovou a televizní dramaturgii a skupina The Soulmen se (s bubeníkem Vladom Mallým, který vystřídal Dušana Hájka) v prosinci stala nejlepší kapelou na 1. československém beatovém festivalu v pražské Lucerně. V průběhu února a března 1968 absolvoval koncertní turné po Maďarsku a v květnu po společném vystoupení se skupinou Prúdy v Nitře se skupina The Soulmen rozpadla.

### Provisorium
Po rozpadu kapely se neúspěšně pokusil založit skupinu The New Soulmen, ale v srpnu 1970, poté co se spojil s klavíristou Jaroslavem Filipem, založil skupinu Provisorium. V roce 1972 nahrál spolu s pražskými hudebníky z formace Flamengo v sestavě Ursiny (zpěv, kytara), Jaroslav Filip (klávesy), Vladimír Guma Kulhánek (baskytara), Jaroslav Erno Šedivý (bicí) svoje první album s názvem Provisorium. V témže roce ukončil studium na VŠMU a zúčastnil se konkurzu na interní aspiranturu Uměnovědného ústavu Slovenské akademie věd. Začátkem února 1974 začal pracovat ve filmových ateliérech v Bratislavě na Kolibě jako dramaturg krátkého filmu.
Zpočátku zpíval písně v angličtině, později (od roku 1974) začal spolupracovat s textařem Ivanem Štrpkou, se kterým nahrál v roce 1977 album zhudebněných básní s názvem Pevnina detstva (vyšlo v roce 1978). Hudební formace, se kterými nahrával, kromě období, kdy hrál se skupinou Burčiak, se většinou nazývaly Provisorium, hlavně proto, že kromě jeho stálého spolupracovníka Jaroslava Filipa při nahrávání s ním hráli většinou příležitostní studioví hudebníci. Album Pevnina detstva s ním a s Filipem nahrával Cyril Zeleňák (bicí), Anton Jaro (baskytara) a Dušan Húščava (flétna, saxofon). Jelikož kompozice, které skupina Provisorium nahrávala, byly více zaměřeny na textovou formu písní, tj. i po hudební stránce skladby nebyly založeny na chytlavém frázování a melodiích, byly určené více na poslech a on sám se v 70. letech na koncertních pódiích objevoval jen zřídkavě.
V roce 1977 se věnoval i tvorbě filmové hudby. Složil hudbu k filmům Bubeník červeného kríža (režie Juraj Jakubisko) a Řeknem si to příští léto (režie J. Matula).

### Burčiak
V roce 1979 se společně s Filipem spojil s baskytaristou Pavlem Daňkem a založili seskupení s názvem Burčiak, jež nahrálo album Nové mapy ticha, které bylo méně komplikované. Byly na něm nahrány kratší písně, jež byly spolu se skladbami z repertoáru skupiny The Soulmen vhodnější pro koncertní pódia. Na těch se spolu s formací Burčiak objevil v roce 1981. V roce 1980 se Štrpkou nahráli album Modrý vrch, jež bylo vydáno v roce 1981. Toto album bylo pro publikum větším kompromisem v důrazu na míru posluchačské náročnosti k textům a hudebním kompozicím. V 80. letech se dále věnoval i komponování filmové hudby nejen k celovečerním, ale i k dokumentárním filmům, podílel se i na několika muzikálech, ze kterých je nejznámější muzikál Neberte nám princeznú. Se skupinou Burčiak spolupracoval jako hudební skladatel při nahrávání alba Pop scop (1981), na kterém kromě něj zpívalo vícero slovenských zpěváků. Po nahrávce tohoto alba spolupráci s Pavlem Daňkem ukončil.

### Znovu Provisorium
Okolo roku 1982 začal spolupracovat se slovenskou hudební skupinou Prognóza. Spolu s touto skupinou, která v tomto období hrála v sestavě Ursiny (zpěv, kytara), Ľubomír Stankovský (bicí), Vladimír Kaššay (baskytara), Martin Karvaš (klávesy) nahrál další album zhudebněné poezie Ivana Štrpky s názvem 4/4. Po nahrávce tohoto alba se ke skupině připojil i Jaroslav Filip a pod názvem Provisorium spolu nahráli několik dalších alb. Začal se objevovat v televizních programech (TKM, Triangel), jeho písně byly více hrány v rozhlase. Bez Filipa nahrál album krátkých skladeb Bez počasia, v roce 1986 v sestavě Ursiny, Filip, Stankovský, Kaššay, Kroczek a Dušan Húščava nahráli album Zelená. V roce 1987 to bylo další album se Štrpkovými texty s názvem Na ceste domov, v sestavě ale nahradil Húščavu hostující Jiří Stivín.
Společná alba autorské dvojice Štrpka/Ursiny mají význam pro slovenskou populární (rockovou) hudbu svým originálním přístupem při jejím propojení téměř až do sféry vážné hudby.

## Hudba, film a náhlý konec
V roce 1989 diagnostikovali Ursinymu rakovinu jazyka, koncem roku absolvoval operaci jazyka a chemoterapii, po recidivě nemoci ale další chemoterapii odmítl. V roce 1991 byl autorem námětu, scénáře a režisérem celovečerního filmu s názvem O rakovině a naději, a nahrál dvojalbum Ten istý tanec (Jaroslav Filip - klávesy, Emil Frátrik - bicí, Aleš Charvát - baskytara, Andrej Šeban - kytary a klávesové nástroje, Dežo Ursiny - kytara, Rudolf Brezina - saxofony, flétna, Richard Kroczek - housle, Juraj Bartoš - trubka).
V letech 1992 a 1994 natočil dva filmy: Dům matky Terezy a Obrázky z výletu za plot blázinca. V únoru 1995 začal spolupracovat s Ivem Brachtlem na celovečerním dokumentárním filmu Interrupcia, eutanázia, trest smrti, samovražda, který už nedokončil. Film byl později uveden pod názvem Času je málo a voda stúpa.
Zemřel 2. května 1995 ve svém bytě v Bratislavě po šestiletém boji s nemocí ve věku 47 let. Pohřeb se konal o tři dny později v bratislavském krematoriu.
V prosinci roku 2008 byl na MFF v Bratislavě promítán film režiséra Petra Krištúfka s názvem Momentky. Vystoupili v něm manželka Soňa, sestra Elena, přítelkyně Zdenka Krejčová, Fedor Frešo, Marián Varga, Juraj Lihosit, Oskar Rózsa, Andrej Šeban nebo textař Ivan Štrpka, objevili se zde i jeho synové Jakub a Liubo; jeho dcera Markéta ve filmu nevystupovala. V dokumentu jsou zachyceny vzpomínky na něj. Prostřednictvím výpovědí jeho blízkých je v tomto filmu popsán jeho příběh od vzniku kapely Beatmen a Soulmen, Provisorium, přes populární muzikál Neberte nám princeznú až po začátek 90. let.

## Diskografie

### The Beatmen
- Break It/Let's Make a Summer (SP; 1965; Supraphon)
- Safely Arrived/The Enchanted Lie (SP; 1965; Supraphon)
- Let’s Make A Summer (kompilace společně s The Soulmen, 2024, Pavian Records)

### The Soulmen
- Sample of Happiness/Wake Up/I Wish I Were/Baby Do Not Cry (SP; 1968; Panton)

### Sólová diskografie
- Dežo Ursiny & Provisorium (1973; Supraphon)
- Pevnina detstva (1978; Opus)
- Nové mapy ticha (1979; Opus)
- Burčiak: Hra je hra/Pieseň o daždi (EP; 1980; Opus)
- Modrý vrch (1981; Opus)
- 4/4 (1983; Opus)
- Bez počasia (1984; Opus)
- Zelená (1986; Opus)
- Na ceste domov (1987; Opus)
- Momentky (1990; Opus)
- Do tla (1991; Opus)
- Ten istý tanec (1992; Arta)
- Príbeh (1994; BMG Ariola)
- Posledný príbeh Live (1994)
- Pevniny a vrchy (kompilace, 1997; Bonton/Slovenský rozhlas; CD je součástí stejnojmenné biografické knihy od Mariána Jaslovského)
- Pevniny a vrchy 2 (kompilace, 2000; Sony Music Bonton)
- Posledný príbeh live (live 1994, 2000; Rádio Bratislava)
- Tisíc izieb (live 1989, 2014)

## Hudba k filmům
- Řeknem si to příští léto
- Indiáni z Větrova (1979)
- Muž na drátě (1985)

### Muzikály
- Neberte nám princeznú
- Niekto ako ja